# Gołka
Il gołka è un formaggio polacco diffuso nella Piccola Polonia, nella Precarpazia e nella Slesia.

## Descrizione
Il gołka è un formaggio a base di latte vaccino, caratterizzato da una forma cilindrica con motivi decorativi dovuti allo stampo in cui viene messo (puciera). Il suo sapore è delicato e leggermente salato, meno intenso di quello dell'oscypek, con il quale viene spesso confuso (quest'ultimo è infatti a base di latte caprino e segue una procedura di lavorazione molto diversa). Il gołka si consuma spesso con vino, birra o vodka.
Lo si produce scaldando il latte fino a una temperatura di 36/37°C. In seguito si aggiunge il caglio e si pone la miscela in acqua calda, la si impasta a mano e infine la si mette in una puciera. Infine viene affumicato.